# Jean Baeza
Jean Baeza (* 20. August 1942 in Algier, Algerien; † 21. Februar 2011 in Cannes, Frankreich) war ein französisch-algerischer Fußballspieler. Der Innenverteidiger, der in den späten 1960er Jahren für die Équipe Tricolore auflief, absolvierte 160 Ligaspiele für Olympique Lyon und gewann dort 1972 die Coupe de France sowie 1973 den Challenge des Champions.

## Karriere
Jean Baeza wurde 1942 in Algier geboren und begann seine Karriere Racing Universitaire d’Alger in seinem Heimatland, ehe er 1961 zum Racing Club de Paris wechselte, einem aufstrebenden Verein in der Division 1, der höchsten Spielklasse Frankreichs. Allerdings wechselte er noch im gleichen Jahr zur AS Cannes in die Division 2, die seine erste Station in Frankreichs Profifußball darstellte und zu der er zum Ende seiner Karriere noch einmal zurückkehren sollte. In Cannes kam Baeza regelmäßig zum Einsatz und positionierte sich mit der Mannschaft zumeist im unteren Mittelfeld der Tabelle, ehe in der Saison 1964/65 als Drittplatzierter überraschend der Aufstieg in die Division 1 gelang. Zwar folgte in der Folgesaison der direkte Abstieg zurück in die Zweitklassigkeit, jedoch konnte sich Baeza auf einer größeren Bühne präsentieren, sodass ihn am Ende dieser Spielzeit die AS Monaco unter Vertrag nahm.
Für Monaco stand er von 1966 bis 1968 auf dem Platz und absolvierte in dieser Periode 59 Ligapartien. Zudem fiel in diesen Zeitraum sein Engagement bei der Nationalmannschaft Frankreichs, für die er beim 4:1-Erfolg in der Qualifikation zur EM 1968 über Polen sein Debüt gab. Die Équipe Tricolore setzte sich in ihrer Qualifikationsgruppe als Gruppenerster durch, scheiterte jedoch im Viertelfinale an Jugoslawien, wobei Baeza vom Spiel gegen Polen bis zum Ausscheiden alle fünf Spiele bestritt. Hinzu kamen drei Freundschaftsspiele, von denen das 1:3 gegen Spanien sein letztes A-Länderspiel darstellte. Zu dieser Zeit war er von Monaco bereits zu Red Star Paris gewechselt, blieb dort jedoch nur ein Jahr und schloss sich in der Folge Olympique Lyon an.
In den folgenden fünf Jahren bei „OL“ bildete Baeza gemeinsam mit Raymond Domenech, Bernard Lhomme (beide Außenverteidigung) sowie Ljubomir Mihajlović (Innenverteidigung) eine kompakte Abwehrreihe, die die Mannschaft aus dem unteren Tabellenmittelfeld sukzessive bis unter die besten fünf führte. 1972 gewann das Team die Coupe de France, wobei Baez beim 1:0-Finalsieg über den FC Nantes aufgrund einer Sperre nicht mitwirken konnte. Im Jahr darauf sicherte man sich (mit Baez) den Super-Cup, bei dem erneut Vorjahresmeister Nantes der Gegner war. Nachdem Lyon in der Saison 1973/74 mit dem dritten Platz die beste Platzierung seit langem erreicht hatte, verließ Baez die Mannschaft. Insgesamt stand er in mehr als 150 Ligaspielen für „OL“ auf dem Platz.
Im Anschluss daran kehrte Baez mit 32 Jahren zu seinem ersten Profiverein, der AS Cannes, zurück, um seine Karriere in der Division 2 bis zum Jahre 1978 ausklingen zu lassen. Nach seiner aktiven Karriere ließ er sich in Cannes nieder und verstarb dort im Jahre 2011 im Alter von 68 Jahren. Zwischen 1984 und 1985 war er unter anderem PDG einer Reinigungsfirma in Cannes.

## Erfolge
- Coupe de France: 1972
- Französischer Fußball-Supercup: 1973